# Campeonato Sudamericano de Clubes de Voleibol Femenino 2026
El Campeonato Sudamericano de Clubes de Voleibol Femenino de 2026 será la trigésima novena edición del torneo de voleibol femenino más importante a nivel de clubes en Sudamérica. Se disputará en marzo de 2026 en una sede aún no definida, con la participación de siete clubes de seis países y otorgará dos plazas para el Campeonato Mundial de Clubes de la FIVB de 2026.

## País anfitrión y ciudad sede
La Confederación Sudamericana de Voleibol aún no ha definido cual será la sede del torneo en el 2026, pero se barajan varias opciones como Brasil y Perú.

## Formato
Los equipos se dividirán en dos grupos, donde se enfrentarán en un sistema de todos contra todos. Los dos primeros de cada zona avanzarán a las semifinales, enfrentándose de manera cruzada entre aquellos que ocuparon la primera y segunda colocación de cada grupo. Los dos finalistas consiguieron una plaza para el Campeonato Mundial de Clubes de la FIVB de 2026.

## Equipos participantes
| Países         | Cupos | Equipos                    |
| -------------- | ----- | -------------------------- |
| País anfitrión | 1     |                            |
| Brasil         | 2     | Dentil/Praia Club          |
| Brasil         | 2     | Osasco São Cristóvão Saúde |
| Perú           | 1     | Alianza Lima               |
| Argentina      | 1     | Estudiantes de La Plata    |
| Chile          | 1     | CD Boston College Voleibol |
| Uruguay        | 1     | Atlético Barbato           |
| Bolivia        | 1     | Club Olympic Cochabamba    |